# 甲斐翔真
甲斐 翔真（かい しょうま、1997年11月14日 - ）は、日本の俳優。東京都出身。アミューズ所属。

## 来歴
小学1年生から高校3年生までの12年間はサッカーに取り組んでいた。高校在学中に現在の事務所からスカウトされたが、本人の希望により保留。卒業後、2015年に事務所に入所した。同年に俳優デビュー。2016年に『仮面ライダーエグゼイド』のパラド / 仮面ライダーパラドクス役としてテレビドラマ初出演。
2020年、応募総数2416名のオーディションにて『デスノート THE MUSICAL』の夜神月役に抜擢。初舞台にして初主演を務め、ミュージカルデビューを果たす。なお、公演はデスノートの方が先であったが、その前にデスノートの次に出演することになるRENT（2020年公演版）のオーディションを初めてのミュージカルのオーディションとして受けていた。
2021年、出演作『偶然と想像』が第71回ベルリン国際映画祭銀熊賞を受賞した。
2023年9月5日、所属事務所であるアミューズが運営するデジタルファンサービスサイト「アミューズプラス」初の個人FCコースとして「KAI SHOUMA Fanclub」を開設。

## 人物
足のサイズは28cm。特技
サッカー・歌。好きな食べ物は甘口のカレー。
オフの日は「何もしない」。散歩が好きであり、常に「ノンストレスでいること」を大事にしているという。
『エグゼイド』で演じたパラドは終盤は味方になったが、本人は「味方にはなりたくない。あくまで悪役として終わりたいですね」と述べていた。
私服は基本的に黒。常に全身黒であるとのことで、共演者からも度々話題にされている。本人も「自分と言えば黒」と主張することが多々あり、2021年以降に発売された個人グッズが黒で統一されていたり、所属事務所のアーティストオンラインショップ「A!SMART」の個人グッズのページの背景が黒であったりと、随所で「黒」が意識されている。ただ、本人が一番好きな色は「限りなく黒に近い青色」。黒い服は「組み合わせなどを選ぶのが楽だから」好んでいるとのこと。

## 受賞歴
2025年
- 第50回菊田一夫演劇賞
  - 演劇賞 - 「ムーラン・ルージュ！ザ・ミュージカル」のクリスチャン役、「ネクスト・トゥ・ノーマル」のゲイブ役の演技に対して

## 出演
「※」印を付けたものはメインキャスト。

ゲスト出演（バラエティやトーク番組等の単発ゲスト、ライブ等のコーナーゲスト）については膨大になるため割愛している。

### テレビドラマ
- 仮面ライダーエグゼイド（2016年10月2日 - 2017年8月27日、テレビ朝日） - パラド / 仮面ライダーパラドクス※ 役[17]
- 花にけだもの（2018年4月24日 - 6月26日、フジテレビ） - 日吉竜生※ 役[注 1]
  - 花にけだもの〜Second Season〜（2019年8月27日 - 9月24日）[18][注 1]
- 覚悟はいいかそこの女子。（2018年6月25日 - 7月23日、毎日放送 / 6月27日 - 7月25日、TBS） - 澤田惟智也※ 役[19]
- ゼロ 一獲千金ゲーム（2018年7月15日 - 9月16日、日本テレビ） - 梨本 役
- 電影少女 -VIDEO GIRL MAI 2019-（2019年4月11日 - 6月28日、テレビ東京） - 杉崎勇輝 役[20]
- 時空探偵おゆう 大江戸科学捜査（2019年7月4日 - 8月22日、U-NEXT・関西テレビ・TOKYO MX） - 宇田川聡史※ 役[21]
- いつか、眠りにつく日（2019年7月15日 - 8月20日、フジテレビ） - 大高蓮※ 役[注 1]
- 土曜はナニする!? イケドラ（2022年2月5日 - 26日、関西テレビ・フジテレビ）
- 大河ドラマ べらぼう〜蔦重栄華乃夢噺〜（2025年8月17日 -、NHK） - 長七 役[22]

### 映画
- 仮面ライダーシリーズ（東映）
  - 仮面ライダー平成ジェネレーションズ Dr.パックマン対エグゼイド&ゴーストwithレジェンドライダー（2016年12月10日） - パラド※ 役
  - 仮面ライダー×スーパー戦隊 超スーパーヒーロー大戦（2017年3月25日） - パラド / 仮面ライダーパラドクス※ 役
  - 劇場版 仮面ライダーエグゼイド トゥルー・エンディング（2017年8月5日） - パラド / 仮面ライダーパラドクス※ 役
  - 仮面ライダー平成ジェネレーションズ FINAL ビルド&エグゼイドwithレジェンドライダー（2017年12月9日） - パラド※ 役
- 写真甲子園 0.5秒の夏（2017年11月18日、BS-TBS） - 椿山翔太 役[23][24]
- 覚悟はいいかそこの女子。（2018年10月12日、東映） - 澤田惟智也※ 役[25]
- 君は月夜に光り輝く（2019年3月15日、東宝） - 香山彰※ 役[26]
- シグナル100（2020年1月24日、東映）- 西園寺聖也 役[27]
- 君が世界のはじまり（2020年7月31日、バンダイナムコアーツ） - 岡田※ 役[28]
- ＃ハンド全力（2020年7月31日、イオンエンターテイメント・ラビットハウス・エレファントハウス） - タイチ 役[29]
- 偶然と想像「扉は開けたままで」（2021年12月17日、Incline） - 佐々木 役[30]
- Amuse Presents SUPER HANDSOME LIVE 2022 “ROCK YOU! ROCK ME!!”（2023年5月19日 - 6月1日、ライブ・ビューイング / 松竹）[31]

### テレビ番組
- ボキャブライダー on TV （2017年 - 2020年、NHK Eテレ）[注 2]

### 配信番組
- World Musical Show Times（2022年3月21日・2022年12月22日（ブロードウェイ特集）・2024年6月14日（韓国ミュージカル特集）、SPOOX）[注 3]

### 舞台
- デスノート THE MUSICAL（2020年1月20日 - 2月9日、東京建物 Brillia HALL / 2月22日・23日、静岡市清水文化会館大ホール / 2月29日・3月1日、梅田芸術劇場 メインホール (中止)[注 4] / 3月6日 - 8日、博多座(中止)[注 4]） - 主演・夜神月※ 役[5][34] ※村井良大とのダブルキャスト
- 東宝ミュージカル「RENT」 - ロジャー※ 役 
  - 2020年11月2日 - 12月6日(11月16日～12月6日は中止)[35]：シアタークリエ / 12月11日 - 12日、愛知県芸術劇場大ホール(中止)[35] ※堂珍嘉邦（CHEMISTRY）とのダブルキャスト
  - 2023年3月8日 - 4月2日：シアタークリエ / 4月7日 - 4月9日：新歌舞伎座 / 4月12日 - 13日、愛知県芸術劇場大ホール ※古屋敬多（Lead）とのダブルキャスト
- 東宝ミュージカル「マリー・アントワネット」（2021年1月28日 - 2月21日、東急シアターオーブ / 3月2日 - 3月11日、梅田芸術劇場 メインホール） - フェルセン伯爵※ 役[36] ※田代万里生とのダブルキャスト
- ミュージカル「ロミオ＆ジュリエット」（2021年5月21日 - 6月13日、TBS赤坂ACTシアター / 7月3日 - 11日、梅田芸術劇場メインホール） - 主演・ロミオ※ 役[37] ※黒羽麻璃央とのダブルキャスト
- ミュージカル「October Sky -遠い空の向こうに-」（2021年10月6日 - 24日、シアターコクーン / 11月11日 - 14日、森ノ宮ピロティホール） - 主演・ホーマー・ヒッカム※ 役[38]
- ミュージカル『next to normal』  - ゲイブ※ 役
  - 2022年3月25日 - 4月17日、シアタークリエ / 4月21日 - 24日、兵庫県立芸術文化センター 阪急 中ホール  / 4月29日、日本特殊陶業市民会館 ビレッジホール [39] ※海宝直人とのダブルキャスト
  - 2024年12月6日 - 30日、シアタークリエ / 2025年1月5日 - 7日、博多座 / 1月11日 - 13日、兵庫県立芸術文化センター 阪急中ホール[40][41][42]
- 音楽劇「クラウディア」Produced by 地球ゴージャス（2022年7月4日 - 22日、東京建物 Brillia HALL / 7月30日・31日、森ノ宮ピロティホール） - 主演 ・細亜羅（ジアラ）※ 役[43] ※大野拓朗とのダブルキャスト
- ミュージカル「エリザベート」（2022年10月9日 - 11月22日、帝国劇場 / 12月5日 - 17日、御園座 / 12月29日 - 2023年1月3日、梅田芸術劇場 メインホール / 2023年1月11日 - 31日、博多座） - ルドルフ（オーストリア皇太子）※ 役[44] ※立石俊樹とのダブルキャスト
- ムーラン・ルージュ！ザ・ミュージカル - クリスチャン※ 役[45] ※井上芳雄とのダブルキャスト
  - 2023年6月24日 - 28日（プレビュー公演）・6月29日 - 8月31日、帝国劇場[46]
  - 2024年6月20日 - 8月7日、帝国劇場 / 9月14日 - 28日、梅田芸術劇場 メインホール[47]
- ミュージカル『イザボー』（2024年1月15日 - 30日、東京建物 Brillia HALL / 2月8日 - 11日、オリックス劇場） - シャルル7世※ 役[48]
- ブロードウェイミュージカル『キンキーブーツ』（2025年4月27日 - 5月18日、東急シアターオーブ / 5月26日 - 6月8日、オリックス劇場） - ローラ / サイモン※  役[49] ※松下優也とのダブルキャスト
- ミュージカル『マタ・ハリ』（2025年10月1日 - 14日、東京建物 Brillia HALL / 10月20日 - 26日、梅田芸術劇場 メインホール / 11月1日 - 3日、博多座） - アルマン※ 役[50] ※加藤和樹とのダブルキャスト

### ラジオ
- ウエンツ瑛士×甲斐翔真の妄想ミュージカル研究所（2024年3月24日、5月4日、9月16日、9月23日／2024年10月28日～定時放送（月1回）、NHK-FM放送）[51][52]

### ウェブドラマ
- 花にけだもの（2017年10月30日 - 2018年1月1日、dTV・FOD） - 日吉竜生※ 役[53]
- Y!mobile 放課後ドラマシリーズ「パラレルスクールDAYS」（2019年2月18日 - 3月15日、YouTube） - 須賀みさき※ 役
- いつか、眠りにつく日（2019年3月12日 - 4月16日、FOD） - 大高蓮※ 役[54]
- 花にけだもの～Second Season～（2019年3月23日 - 4月20日、dTV・FOD）- 日吉竜生※ 役[55]

### オリジナルビデオ
- 仮面ライダーシリーズ
  - 仮面ライダーエグゼイド [裏技] 仮面ライダーゲンム（2017年4月15日発売） - パラド 役
  - 仮面ライダーエグゼイド [裏技] 仮面ライダースナイプ エピソードZERO（2017年発売） - パラド 役
  - 仮面ライダーエグゼイド [裏技] 仮面ライダーパラドクス（2017年発売） - 主演・パラド / 仮面ライダーパラドクス 役
  - 仮面ライダーエグゼイド トリロジー アナザー・エンディング
    - PartII 仮面ライダーパラドクスwith仮面ライダーポッピー（2018年4月11日発売） - 主演・パラド / 仮面ライダーパラドクス、ブラックパラド / 仮面ライダーアナザーパラドクス 役
    - PartIII 仮面ライダーゲンムVS仮面ライダーレーザー（2018年4月25日発売） - パラド / 仮面ライダーパラドクス 役

### 広告
- 小岩井乳業「小岩井 生乳100%ヨーグルト」（2018年）
- LINE MUSIC「#キミのBGM 片想い篇/アンサー編」（2018年）

### ゲーム
- 仮面ライダー トランセンドヒーローズ（2016年） - 仮面ライダーパラドクス 役
- 仮面ライダーバトル ガンバライジング（2017年） - 仮面ライダーパラドクス、仮面ライダーアナザーパラドクス 役
- 仮面ライダー シティウォーズ（2020年、iOS・Android） - 仮面ライダーパラドクス 役[56]
- 仮面ライダーバトル ガンバレジェンズ（2023年、アーケード） - 仮面ライダーパラドクス、仮面ライダーアナザーパラドクス 役

### ミュージックビデオ
- 安斉かれん「キミとボクの歌 / Music Video2-2（キミ＝恋人からボクへ編）」（2021年3月1日）[57]

### 玩具
- 仮面ライダーエグゼイド DXパラドクスバックル（2017年9月13日） - パラド 役
- DX仮面ライダーエグゼイド メモリアルフィニッシュガシャットセットII（2018年3月） - パラド 役
- SUPER BEST DX仮面ライダーエグゼイド メモリアルフィニッシュガシャットセットII（2024年12月28日） - パラド 役

### ライブ・コンサート
- HANDSOME FESTIVAL 2016（2016年12月17日 - 18日、TOKYO DOME CITY HALL／12月29日（追加公演）、東京国際フォーラム ホールA）[58]
- HANDSOME FILM FESTIVAL 2017（2017年12月25日 - 27日、TOKYO DOME CITY HALL）[59]
- 15th Anniversary SUPER HANDSOME LIVE「JUMP↑ with YOU」（2020年2月15日 - 16日、両国国技館）[60]
- Amuse Presents SUPER HANDSOME LIVE 2021“OVER THE RAINBOW”（2021年4月9日 - 11日、TOKYO DOME CITY HALL）[61]
- KAI SHOUMA MUSICAL CONCERT on Christmas Day 2021 Featuring MAAYA KIHO and HIRAMA SOICHI（2021年12月25日、オルタナティブシアター） - ゲスト・真彩希帆、平間壮一[62]
- Amuse Presents SUPER HANDSOME LIVE 2022“ROCK YOU! ROCK ME!!”（2022年12月29日 - 30日（※出演は30日のみ）、LINE CUBE SHIBUYA）[63]
- KAI SHOUMA Billboard Live 2023（2023年9月8日、ビルボードライブ大阪／2023年10月1日 - 2日、ビルボードライブ横浜）[64]
- 祝・日比谷野音 100周年 日比谷ブロードウェイ with WOWOW 芳雄のミュー（2023年10月22日、日比谷公園大音楽堂）[65]
- カウントダウン ミュージカルコンサート 2023-2024（2023年12月31日、東京国際フォーラム ホールA）[66]
- Amuse Presents SUPER HANDSOME LIVE 2024 “WE AHHHHH！”（2024年3月22日 - 24日、LINE CUBE SHIBUYA）[67]
- billboard classics KAI SHOUMA Orchestra Concert 2024（2024年10月11日、すみだトリフォニーホール　大ホール - ゲスト・小池徹平、愛希れいか／2024年10月14日、京都コンサートホール　大ホール - ゲスト・城田優、昆夏美）[68]
- World Musical Show Times the Concert（2025年1月27日、北とぴあ・さくらホール）[69]
- 帝国劇場 CONCERT『THE BEST New HISTORY COMING』（2025年2月14日 - 28日、帝国劇場）レギュラーキャスト（全日程出演）[70]
- Amuse Presents 20th Anniversary ULTRA HANDSOME LIVE 2025“ZERO”（2025年12月27日 - 28日、パシフィコ横浜国立大ホール）[71]
- カウントダウン ミュージカルコンサート 2025-2026（2025年12月31日、東京国際フォーラム ホールA）[72]
- みずほフィナンシャルグループ 「第37回 成人の日コンサート 2026」（2026年1月12日、サントリーホール）[73]

## ディスコグラフィ

### ミュージックカード
| 発売日        | 商品名       | 品番      | 備考                                                 |
| ------------- | ------------ | --------- | ---------------------------------------------------- |
| 2019年5月23日 | 君と僕のうた | GTCG-0718 | 自ら作詞・作曲を行ったオリジナル楽曲のMVを収録した。 |

### コンピレーションアルバム
| 発売日         | 商品名 （品番）                                                   | 歌 | 楽曲 |
| -------------- | ----------------------------------------------------------------- | --- | --- |
| 2016年11月23日 | HANDSOME FESTIVAL 2016 予習Sound Track （SHL-109）                | 青柳塁斗、石賀和輝、石原壮馬、伊藤直人、植原卓也、太田将熙、甲斐翔真、金子大地、神木隆之介、許峰、CROSS GENE（SANGMIN、SEYOUNG）、小関裕太、桜田通、富田健太郎、戸谷公人、平間壮一、正木郁、松岡広大、松島庄汰、水田航生、溝口琢矢、吉沢亮、吉村卓也、渡部秀 | 「Festival Night」 「YES! WE CAN!」 「それがすべてさ」                                                                              |
| 2019年11月30日 | 15th Anniversary SUPER HANDSOME COLLECTION「JUMP↑」 （GTCG-0729） | 甲斐翔真、小関裕太 | 「桜の街」 |
| 2019年11月30日 | 15th Anniversary SUPER HANDSOME COLLECTION「JUMP↑」 （GTCG-0729） | 石賀和輝、甲斐翔真、田川隼嗣、福崎那由他、細田佳央太 | 「A(C)」 |
| 2019年11月30日 | 15th Anniversary SUPER HANDSOME COLLECTION「JUMP↑」 （GTCG-0729） | 賀来賢人、三浦春馬、石賀和輝、甲斐翔真、小関裕太 | 「White Serenade (Breathing ver.)」                                                                                                 |
| 2019年11月30日 | 15th Anniversary SUPER HANDSOME COLLECTION「JUMP↑」 （GTCG-0729） | 青柳塁斗、佐藤健、神木隆之介、石賀和輝、甲斐翔真、小関裕太、渡邊圭祐 | 「Thrill (Theatorical ver.)」 |
| 2019年11月30日 | 15th Anniversary SUPER HANDSOME COLLECTION「JUMP↑」 （GTCG-0729） | チーム・ハンサム！2019 （石賀和輝、太田将熙、甲斐翔真、金子大地、小関裕太、富田健太郎、正木郁、松岡広大、溝口琢矢、鈴木仁、田川隼嗣、福崎那由他、藤原大祐、細田佳央太、三船海斗、渡邊圭祐）                                                                  | 「Beautiful Stranger」 「君がいれば」 「I Treasure You」                                                                            |
| 2020年12月23日 | SUPER HANDSOME COLLECTION「GET IT BACK!」 （GTCG-0747）           | 甲斐翔真、渡邊圭祐（ラップ担当） | 「SEIZE THE DAY」 |
| 2020年12月23日 | SUPER HANDSOME COLLECTION「GET IT BACK!」 （GTCG-0747）           | 甲斐翔真、小関裕太、松岡広大、溝口琢矢 | 「TWILIGHT」 |
| 2020年12月23日 | SUPER HANDSOME COLLECTION「GET IT BACK!」 （GTCG-0747）           | チーム・ハンサム！2020 （石賀和輝、太田将熙、甲斐翔真、小関裕太、鈴木仁、田川隼嗣、富田健太郎、新原泰佑、兵頭功海、福崎那由他、藤原大祐、細田佳央太、松岡広大、溝口琢矢、渡邊圭祐）                                                                          | 「GET IT BACK!」 「New Beginning」 「またね」 「Shall We Smile?」 「一人じゃないからね～僕らの夢と希望～2020」 「OVER THE RAINBOW」 |
| 2023年12月20日 | SUPER HANDSOME COLLECTION「HERE WE AHHHHH！」 （GTCG-0788）       | 甲斐翔真、平間壮一 | 「夜想曲 ― you’re in...」 |
| 2023年12月20日 | SUPER HANDSOME COLLECTION「HERE WE AHHHHH！」 （GTCG-0788）       | 青柳塁斗、青山凌大、猪塚健太、岩崎友泰、植原卓也、太田将熙、甲斐翔真、小関裕太、徳永智加来、富田健太郎、新原泰佑、林優大、東島京、兵頭功海、平間壮一、福崎那由他、細田佳央太、松島庄汰、水田航生、溝口琢矢、本島純政、山﨑光                                 | 「HANDSOME ANTHEM」 |
| 2023年12月20日 | SUPER HANDSOME COLLECTION「HERE WE AHHHHH！」 （GTCG-0788）       | 青柳塁斗、青山凌大、石賀和輝、猪塚健太、岩崎友泰、太田将熙、甲斐翔真、小関裕太、富田健太郎、新原泰佑、東島京、兵頭功海、平間壮一、福崎那由他、細田佳央太、松島庄汰、水田航生、溝口琢矢、山﨑光                                                               | 「ハンサムサンバ」 |

### ライブ映像作品
| 発売日         | 商品名 （品番）                                                             |
| -------------- | --------------------------------------------------------------------------- |
| 2020年7月10日  | 15th Anniversary SUPER HANDSOME LIVE「JUMP↑with YOU」 （GTCG-0742）         |
| 2021年10月20日 | SUPER HANDSOME LIVE 2021 OVER THE RAINBOW （GTCG-0761）                     |
| 2023年7月28日  | Amuse Presents SUPER HANDSOME LIVE 2022 “ROCK YOU! ROCK ME!!” （GTCG-0784） |
| 2024年10月30日 | 「SUPER HANDSOME LIVE 2024 “WE AHHHHH！”」Blu-ray （GTCG-0799）             |

### 作曲提供
- 甲斐翔真、小関裕太、松岡広大、溝口琢矢
  - 「TWILIGHT」

### 舞台公演DVD/Blu-ray
ライブやコンサートではない、舞台作品を収録したものを記載する。
- ミュージカル『ロミオ&ジュリエット』WHITE 2021 Version（2021年12月3日、梅田芸術劇場）
- ミュージカル「エリザベート」2022年キャスト エリザベート:愛希れいか／トート:山崎育三郎 バージョン（2023年11月9日、東宝）
- ミュージカル『イザボー』（2024年7月24日、ポニーキャニオン）

### 参加作品
- 日比谷ブロードウェイ『雨が止んだら』（2025年5月28日、日本コロムビア）

## 出版
※以下の出版社は全てアミューズ。
- 甲斐翔真 2018年カレンダー（2017年）
- 甲斐翔真 2019年カレンダー（2018年）
- 甲斐翔真 2020年カレンダー（2019年）
- 甲斐翔真 2021-2022カレンダー（2021年3月）
- 甲斐翔真 2022-2023カレンダー（2022年3月）
- 甲斐翔真 2023-2024カレンダー（2023年3月）
- 甲斐翔真 2024-2025カレンダー（2024年2月）
- 甲斐翔真 2025-2026カレンダー（2025年2月）
- 甲斐翔真 PHOTO BOOK in LONDON（2025年3月）